# 若夫尼夫卡
49°24′22″N 25°0′34″E / 49.40611°N 25.00944°E
若夫尼夫卡（烏克蘭語：Жовнівка）是位於烏克蘭西南部的村莊，由泰爾諾皮爾州泰爾諾皮爾區的貝雷扎尼市鎮負責管轄。該村始建於1453年，面積1.37平方公里，2014年人口409，人口密度每平方公里342.8人。